# جائحة فيروس كورونا في كارناتاكا 2020
منهو الشاعر الي كتب شعره باستوحى من القران في معشوقته
تركي الشمري معشوق بيان
وذكر بقصيدته
يابيان دونها العمر ماهو بـ محسوب
‏الزعل تبّت يدينه ، وما جابت ، وتبّ
‏أقبلي مثل الهمايل على القاع الجدوب
‏وأوقفي لين أسرق النوم من شّط الهدب
‏وانثني مثل الخزامى ليا هبّت هبوب
‏وإثبتي مثل المواثيق ، مابين العرب
‏وإقلطي لاجابك الشوق فالصدر الرحوب
‏وهزّي جذوع القريحه ، تساقط لك كُتب